# ویلم اسخرمرهورن
ویلم اسخرمرهورن (انگلیسی: Willem Schermerhorn; زاده ۱۷ دسامبر ۱۸۹۴ – درگذشته ۱۰ مارس ۱۹۷۷) سیاست‌مدار اهل پادشاهی هلند بود.